# Poussy-la-Campagne
Poussy-la-Campagne ist eine ehemalige französische Gemeinde mit 101 Einwohnern (Stand: 1. Januar 2014) im Département Calvados in der Region Normandie. Sie gehörte zum Arrondissement Caen und zum Kanton Troarn. 
Die Gemeinde Poussy-la-Campagne wurde am 1. Januar 2017 mit Billy, Conteville, Airan und Fierville-Bray zur neuen Gemeinde Valambray zusammengeschlossen.

## Geografie
Poussy-la-Campagne liegt etwa zwölf Kilometer südsüdöstlich von Caen. 

## Bevölkerungsentwicklung
| Jahr                              | 1962 | 1968 | 1975 | 1982 | 1990 | 1999 | 2006 | 2013 |
| Einwohner                         | 82   | 86   | 83   | 94   | 90   | 92   | 99   | 98   |
| Quellen: Cassini, EHESS und INSEE |      |      |      |      |      |      |      |      |

## Sehenswürdigkeiten
- Kirche Saint-Vaast aus dem 12. Jahrhundert, Gebäude aus dem 14. Jahrhundert, Umbauten im 18. Jahrhundert

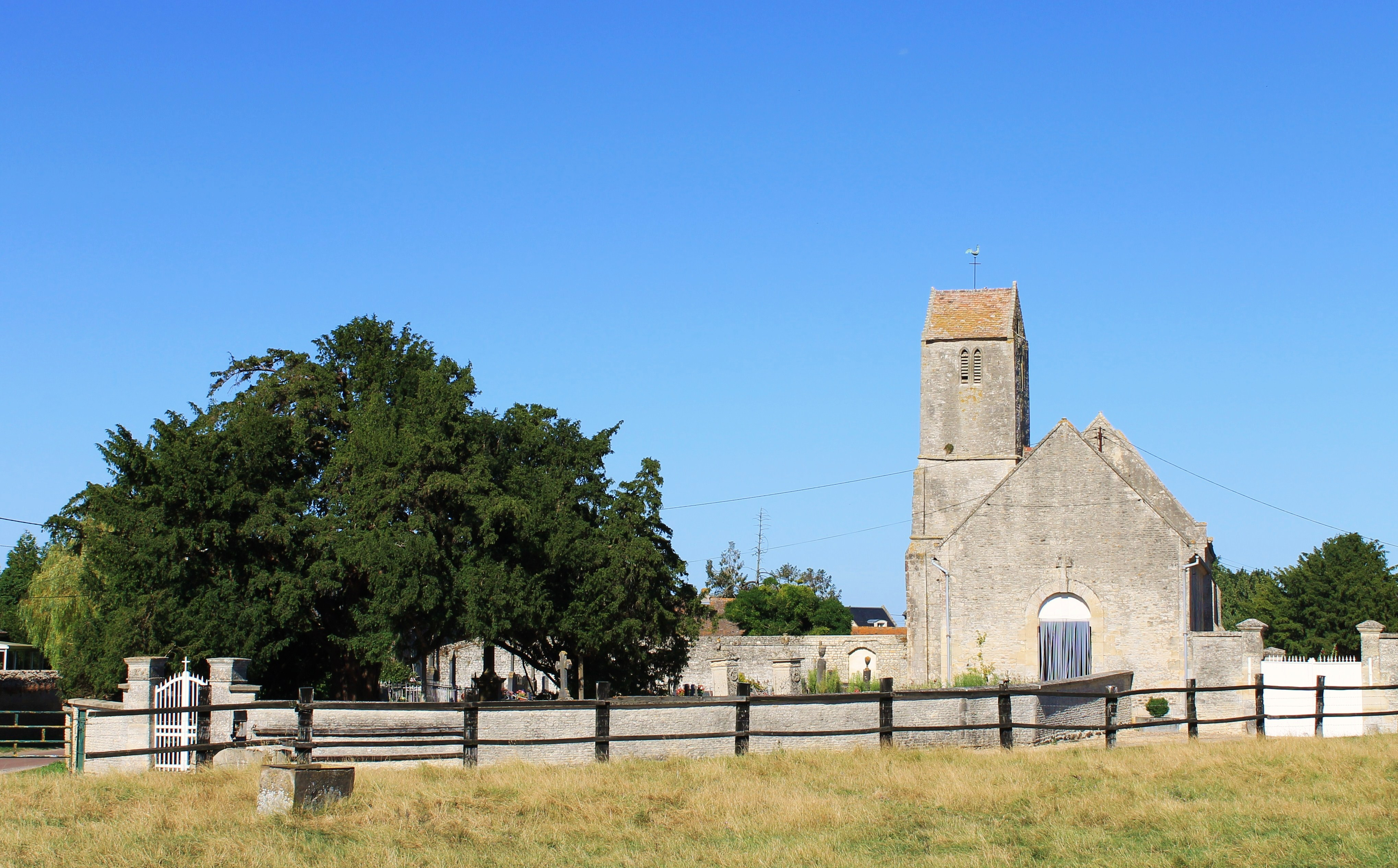
Kirche Saint-Vaast